# 奧爾德肖特足球俱樂部
艾迪索特足球會（英語：Aldershot F.C.）是一家英格蘭足球聯賽俱樂部，在1992年3月被高等法院頒令清盤，他們是自後首支在賽季中途退出的球隊。球隊的綽號「射擊」來自艾迪索特的最後一個音節及奧爾德肖特與軍事的關係。艾迪索特是英格蘭足球聯賽升級資格賽的第一支獲勝球隊，他們在1987年的丁級聯賽附加賽擊敗了。

## 歷史

### 非聯賽時期：1926年－1932年
體育記者傑克·懷特向議會官員陳述這個駐有軍隊的城鎮需要一家職業足球俱樂部，因此而成立奧爾德肖特鎮足球俱樂部。球隊在1927年參加南部聯賽，並在1927年8月27日踢了第一場比賽，他們在遊樂場球場3,500名觀眾面前以4-0大勝格雷斯。他們的首個賽季以第7名完成，並在1932年奪得南部聯賽冠軍，獲選進英格蘭足球聯賽，以取代不申請重選的泰晤士。

### 聯賽初段：1932年－1939年
奧爾德肖特在英格蘭足球聯賽的第一個賽季在丙級南部聯賽以第17名完成，翌年的成績稍有進步，以第14名完成。不過他們在這個聯賽並沒有出彩的表現，雖然他們在1935年至1936年排在第11名，但在1936年至1937年卻敬陪末位，不得不申請重選以免返回南部聯賽。他們在接下來的兩個賽季進展良好，在1939年攀升到第10位。接下來英格蘭足球聯賽進行了重組，取消了丙級的地區分組，他們在1958年以第18名完成賽季，意味著他們要在1958年至1959年參加全新的丁級聯賽。

### 丁級聯賽時期：1958年－1973年
奧爾德肖特是丁級聯賽的創始成員。1970年1月28日，19,138人入場觀看他們在足總杯對的賽事，創下了最高入場人數的紀錄。
他們在丁級聯賽的首個賽季排行第22位，再次申請了重選 。
1973年，他們憑場均進球數壓過排在第4位，得以升上丙級聯賽 。

### 丙級聯賽時期：1973年－1976年
奧爾德肖特在1973年至1974年創下了俱樂部最佳的成績，排在丙級聯賽的第8位，令人萌生了對球隊即將晉身乙級聯賽的希望。在1970年代中後期，諸如曼聯、熱刺、及都在第二級聯賽踢過至少一年。不過奧爾德肖特在1975年於丙級聯賽只排在第20位，僅以平均進球數的優勢免於降，他們在翌年僅以一分之差保級失敗。

### 重回丁級聯賽：1976年－1985年
在降級的兩年後，奧爾德肖特幾乎可以在1978年重返丙級聯賽，但在爭奪升級資格當中不敵。更值得注意的是，他們也不敵及，屈福特及史雲斯城在其後的五年內都得以在頂級聯賽作賽。奧爾德肖特在翌年也遇到相似的遭遇，他們的聯賽排名距離升級資格僅差一位，排在他們前面的是溫布頓，溫布頓也在十年內成為了甲級球隊及奪得足總杯冠軍。值得欣慰的是，他們的排名比另外兩家著名的俱樂部及高 ，這兩家俱樂部都曾經奪得聯賽錦標及足總杯。
1981年，奧爾德肖特以第六名完成賽季，這是他們在近四季以來第三度未能升級，他們再次被溫布頓擠出前四。在1981年至1982年，奧爾德肖特的表現未如理想，僅能以第16名完成賽季，這是英格蘭足球聯賽第一季實施「勝方得三分」制度，奧爾德肖特僅以八分之差避免落入「重選區」。
他們繼續在丁級聯賽掙扎求存，直至1985年6月邀請了（Len Walker）為新任主帥 。他們在1983年至1984年一度復甦，以第五名完成賽季，翌季的排名又下沉到第13名 。
在1984年至1985年，奧爾德肖特從借來了年輕的射手。米禾爾主教練原本願意把他永久轉會到奧爾德肖特，但奧爾德肖特給不起5,000英鎊的轉會費。舒寧咸在、及熱刺都是一位穩定的進球機器，接著他在俱樂部及國家隊都取得了很大的成功，幫助英格蘭打入1996年歐洲國家盃半決賽，又在1999年協助曼聯成為三冠王。他在拿到一面足總杯亞軍獎牌後在結束聯業生涯，於2008年退役，時年42歲。到了這個時候，他是職業足球裡僅存的奧爾德肖特球員。

### 末期：1985年－1992年
在1985年6月擔任俱樂部主教練煥發了奧爾德肖特的復興，雖然他們在1985年至1986年只能排在第16位，在賽季最後幾場比賽還面臨重選威脅，但他們在1986年至1987年成為了有力的升級競爭者，以70分排在第六位，獲得最後一個資格賽名額。這是第一季實施英格蘭足球聯賽升級資格賽，在首兩季決定甲級/乙級、乙級/丙級及丙級/丁級的升級及降級球隊，後來只用作決定升級球隊。他們在半決賽把丙級聯賽球隊（四屆足總杯冠軍，在1980年仍是甲級聯賽球隊）送進丁級聯賽，這是保頓歷史上首次降級到丁級聯賽。他們在決賽面對一支歷史悠久的球隊，狼隊曾經奪得三個聯賽錦標、四屆足總杯冠軍及兩個聯賽盃，他們在1984年才由頂級聯賽降級。奧爾德肖特在兩回合的決賽以3-0擊敗了對手，這是狼隊史上其中一次最恥辱的失敗。
奧爾德肖特被認為會在1987年至1988年回到丁級聯賽，但他們以兩位三分之差站在自動降級區之上，而在降級資格區的一位一分之上。
不過，奧爾德肖特在1988年至1989年經歷了災難性的一季，全季只錄得八場勝利，以37分排在榜末，距離安全區有17分之遙。
在這個時候，財政危機來襲，俱樂部的債務飆升。在1989年至1990年伊始，俱樂部的工作不再是尋求升級，而是避免降級及遭聯賽驅逐。奧爾德肖特在當季的丁級聯賽排在第22位，有接連降級的危機。
財政危機持續惡化，奧爾德肖特參加1990年至1991年賽季的前景很不明朗。
1990年7月31日，由於債務多達495,000英鎊，官方接收人稱俱樂部「無法償還」，被高等法院勒令清盤。不過，19歲物業發展商斯潘塞·特雷休伊（Spencer Trethewy）為俱樂部提供200,000英鎊，清盤令在1990年8月7日解除，俱樂部得以參加丁級聯賽。不過，董事會在不久後便獲悉他沒有足夠的資金支持俱樂部的營運，特雷休伊在11月1日被免職。特雷休伊的可疑交易最終自食其果，他在1994年欺詐罪名成立，被判入獄兩年。
奧爾德肖特的問題仍未得到解決，他們在1990年至1991年賽季以倒數第二完成賽季，由於聯賽在這個賽季要由92支球隊擴充到93支球隊，因此沒有球隊需要降級。
1991年1月5日，俱樂部的狀況一度得到喘息，他們在當天於烏普頓公園球場舉行的足總杯第三圈意外地以0-0逼平。後來「鎚仔幫」在重賽以6-1擊敗了奧爾德肖特進入半決賽，並在當季升上甲級聯賽。

## 註腳
1. ↑  （英文）.   [2012-10-24].[永久]
2. ↑  （英文）. The Shots.   [2012-10-29]. （原始内容存档于2011-04-06）.
3. ↑  （英文）. Soccer Base.   [2012-10-29]. （原始内容存档于2020-11-25）.
4. ↑  （英文）. Football.co.uk.   [2012-10-31]. （原始内容存档于2019-06-07）.
5. ↑  （英文）. Football.co.uk.   [2012-10-31]. （原始内容存档于2019-06-05）.
6. ↑  （英文）. Football.co.uk.   [2013-01-30]. （原始内容存档于2017-11-24）.
7. ↑  （英文）. Football.co.uk.   [2013-01-30]. （原始内容存档于2019-06-05）.
8. ↑  （英文）. Football.co.uk.   [2013-01-30]. （原始内容存档于2019-06-11）.
9. ↑  Russell 1997，第158頁
10. ↑  （英文）. Football.co.uk.   [2013-01-30]. （原始内容存档于2019-06-06）.
11. ↑  （英文）.   [2013-02-03]. （原始内容存档于2017-04-22）.
12. ↑  （英文）. Football.co.uk.   [2013-02-03]. （原始内容存档于2019-06-09）.
13. ↑  （英文）. Football.co.uk.   [2013-02-03]. （原始内容存档于2019-06-09）.
14. ↑  （英文）Giles Mole and agencies. . Telegraph.   [2013-02-03]. （原始内容存档于2019-06-07）.
15. ↑  （英文）. Football-england.com.   [2013-02-03]. （原始内容存档于2012-02-14）.
16. ↑  （英文）. Football.co.uk.   [2013-02-04]. （原始内容存档于2019-06-09）.
17. ↑  （英文）. When Saturday Comes.   [2013-05-01]. （原始内容存档于2016-03-05）.
18. ↑  （英文）. fchd.info.   [2013-05-31]. （原始内容存档于2008-06-23）.
19. ↑  （英文）. Hammers Mad.   [2013-06-02]. （原始内容存档于2016-03-04）.